# Julien Wanders
Julien Wanders (Genève, 18 maart 1996) is een Zwitserse atleet, die zich heeft gespecialiseerd in de lange afstanden.

## Loopbaan
Wanders brak door in 2018 door met 27.32 het Europees record 10 km op de weg van Mo Farah te verbeteren. Later dat jaar haalde hij nog zeven seconden van het record af.
Op 8 februari 2019 vestigde Wanders met 59.13 een Europees record op de halve marathon.
Wanders verbeterde in 2020 opnieuw het Europees record 10 km met een tijd van 27.13.

## Titels
- Zwitsers kampioen 1500 m - 2017, 2018
- Zwitsers kampioen 5000 m - 2016

## Persoonlijke records
Baan
| Onderdeel | Prestatie | Datum            | Plaats   |
| --------- | --------- | ---------------- | -------- |
| 800 m     | 1.51,57   | 24 augustus 2019 | Bazel    |
| 1000 m    | 2.36,15   | 4 mei 2013       | Lausanne |
| 1500 m    | 3.39,30   | 3 augustus 2019  | Bern     |
| 3000 m    | 7.43,62   | 9 juli 2019      | Luzern   |
| 5000 m    | 13.13,84  | 5 juli 2019      | Lausanne |
| 10.000 m  | 27.17,29  | 17 juli 2019     | Hengelo  |

Weg
| Onderdeel      | Prestatie         | Datum            | Plaats         |
| -------------- | ----------------- | ---------------- | -------------- |
| 5 km           | 13.29 (ex-WR; ER) | 17 februari 2019 | Monaco         |
| 10 km          | 27.13 (ex-ER; NR) | 12 januari 2020  | Valencia       |
| halve marathon | 59.13 (ER)        | 8 februari 2019  | Ras al-Khaimah |

## Palmares

### Veldlopen
- 2019: 4e EK (10,2 km) - 30.25